# Курс теоретической физики Ландау и Лифшица

Первый том

Курс теоретической физики — цикл учебных пособий по теоретической физике. Авторами всех томов, кроме 4-го, 9-го и 10-го, являются Л. Д. Ландау и Е. М. Лифшиц. Кроме Л. Д. Ландау и Е. М. Лифшица, авторами отдельных томов являются В. Б. Берестецкий и Л. П. Питаевский. В томах, где имя Л. Д. Ландау отсутствует среди фактических авторов, отмечается, что ему лично или ему с учениками принадлежит значительная доля излагаемых там результатов, а также сам общий стиль изложения материала.
Заглавие томов состоит из двух страниц. На первой значится общее название серии и основные авторы (Ландау и Лифшиц), что дало десятитомнику популярное у студентов название Ланда́вшиц (ланда́фшиц); на второй — название конкретного тома и его авторы.
Том IV в своём первом издании публиковался в двух частях под названием «Релятивистская квантовая теория».

## Содержание курса
- Курс теоретической физики. Учебное пособие для вузов в 10 томах.
  - Том I. Механика
  - Том II. Теория поля
  - Том III. Квантовая механика. Нерелятивистская теория
  - Том IV. Квантовая электродинамика (Авторы: В. Б. Берестецкий, Е. М. Лифшиц, Л. П. Питаевский)
  - Том V. Статистическая физика. Часть 1.
  - Том VI. Гидродинамика
  - Том VII. Теория упругости
  - Том VIII. Электродинамика сплошных сред.
  - Том IX. Статистическая физика. Часть 2. (Авторы: Е. М. Лифшиц, Л. П. Питаевский)
  - Том X. Физическая кинетика. (Авторы: Е. М. Лифшиц, Л. П. Питаевский)

Существует также краткий вариант в двух томах — «Краткий курс теоретической физики». В 1-м томе — Механика и Теория поля, во 2-м — Квантовая механика.

## История
История создания «Курса» изложена, например, в подборке воспоминаний и в статье историка науки Г. Е. Горелика.
Замысел всеобъемлющего курса теоретической физики возник у Л. Д. Ландау и М. П. Бронштейна ещё в конце 1920-х годов в ленинградском Физтехе. Они независимо продолжали работу над ним в 1930-х (Бронштейн в Ленинграде, а Ландау в Харькове), однако в 1938 году Ландау был арестован (дело УФТИ), а Бронштейн расстрелян.
Как пишет Г. Е. Горелик, ещё в 1935—1938 годах Ландау, вместе со своими аспирантами Л. М. Пятигорским и Е. М. Лифшицем, выпустил одну рукопись из трёх частей — Механика, Статистика и Электродинамика. Эта рукопись и явилась началом курса.
В 1935 году вышла также книга Ландау — «Задачи по теоретической физике. Часть I. Механика» в соавторстве с Евгением Михайловичем Лифшицем и Львом Викторовичем Розенкевичем. План книги в основном соответствовал плану изложения будущего тома «Механика», а некоторые задачи с решениями из неё впоследствии вошли во все издания «Механики». Последующие части задачника написаны не были, так как их основной составитель Розенкевич был расстрелян.
Первым опубликованным томом курса стала «Статистическая физика», вышедшая в 1938 году, до ареста Ландау. К написанию курса Л. Д. Ландау привлёк Е. М. Лифшица. Первое издание первого тома курса («Механика») было написано (опубликовано в 1940 году) в соавторстве Ландау с Л. М. Пятигорским. В 1935 году Ландау разорвал личные отношения с Пятигорским из-за выступления последнего на суде в качестве свидетеля обвинения по делу арестованного друга Ландау — М. А. Кореца. Но часть деловых отношений сохранил, в частности, продолжил совместную работу над книгой. Том «Механика», после критической рецензии В. А. Фока, отмечавшей «большое количество грубых ошибок», был в следующем издании, спустя 18 лет, переработан и дополнен новыми параграфами. Пятигорский был исключён Ландау и Лифшицем из числа авторов нового издания, хотя примерно 70 процентов текста первого издания подверглось лишь небольшим изменениям.
Существует мнение (его высказывала, в частности, жена Ландау), что с конца 30-х годов и до 1962 года, когда Ландау попал в автомобильную аварию, Лифшиц являлся только учёным секретарём последнего, помогая оформлять на бумаге его мысли.
Среди студентов-физиков даже ходила шутка: «в теорфизике Ландау-Лифшица нет ни одной мысли Лифшица и ни одного слова, написанного рукой Ландау». Это, однако, оспаривается многими другими людьми, хорошо знавшими их обоих (в их числе М. Я. Бессараб, В. Л. Гинзбург и другие), по свидетельству которых функции Е. М. Лифшица выходили далеко за рамки конспектирования разделов Курса. До 7 января 1962 года, когда Ландау попал в автомобильную аварию, были подготовлены 7 томов курса из 10.
После того как стало ясно, что Ландау не оправится от автокатастрофы, в середине 1960-х годов Е. М. Лифшиц приступил к подготовке 4-го тома. Первое предложение о сотрудничестве было сделано И. Дзялошинскому, однако тот поставил условие об алфавитном порядке следования фамилий на титульном листе книги, которого Лифшиц не принял.
Второе предложение было сделано В. Б. Берестецкому, так как Берестецкий был автором книги «Квантовая электродинамика» (в соавторстве с А. И. Ахиезером), вышедшей несколькими изданиями в СССР и в переводах в других странах (первое издание вышло в 1953 году). Она пользовалась популярностью (и пользуется до сих пор) в научной среде и в ряде отношений превосходит 4-й том курса (она лучше структурирована и более последовательна).
Было достигнуто согласие о порядке следования фамилий («Лифшиц» на первом месте). Однако, после окончания редактирования книги и перед сдачей её в типографию, Берестецкий изменил своё решение, и потребовал поменять порядок на алфавитный. Евгений Михайлович, не желая задерживать выпуск книги, согласился с данным условием, но внёс изменения в план выпуска:
- перенёс часть параграфов от Питаевского из второй части в первую и добавил его фамилию в список авторов первой части книги
- исключил будущее сотрудничество с Берестецким
- поставил издательству условие о наличии двух титульных листов в книге. Первый — для всей серии (с фамилиями Ландау и Лифшица), второй — свой для каждой книги. На что потребовалось согласие Ландау, и оно было получено.

Через несколько лет, после выхода 9-го и 10-го тома курса Лифшиц объединил обе части «Релятивистской квантовой теории» в один 4-й том, установив алфавитный порядок следования фамилий: Берестецкий, Лифшиц, Питаевский. В 1976 году Берестецкий предложил Лифшицу примирение, и оно было принято.

## Критика
Несмотря на обширность курса, а также его популярность, он рассчитан на хорошо образованного читателя с сильной математической подготовкой. Многие выкладки пропущены, нередки выражения «откуда очевидно…», «легко находим, что…», «как легко показать»; отсутствуют ссылки на конкретные работы, упоминаются лишь имена авторов. Заметен упор на математическое обоснование положений при том, что подробное объяснение физического смысла зачастую оставлено «за кадром». Однако такой стиль изложения курса, являющийся объектом многих студенческих шуток, не является оригинальным изобретением его авторов. Точно такие же претензии предъявлялись к пятитомной «Небесной механике» Лапласа (1799—1825).
В 2002 году профессор А. А. Рухадзе, отвечая на вопрос Бориса Горобца о курсе, отметил следующие недостатки:
- Первое издание четвёртого тома состоялось более 30 лет назад. Но после внесения в него дополнительных материалов Питаевским в последнем его издании появились противоречия с некоторыми вопросами, изложенными ранее.
- Отсутствие материалов по индуцированному излучению (должно было освещаться в теории поля).
- Так как Ландау не воспринимал ситуации, когда хаос переходит в порядок, то в его статистической физике нет работ на эту тему.
- Ширина щели (в теории сверхпроводимости) постулирована, но не объяснена.
- В новых текстах Питаевского стало больше математики и меньше физики.

Третье издание 6-го тома курса («Гидродинамика») подвергалось критике в ведущих советских научных журналах «Прикладная математика и механика» (статья А. Г. Куликовского) и «Известия АН СССР. Механика жидкости и газа» (статья В. В. Маркова) за ряд высказываний по приоритетным вопросам, «не соответствующих действительности», в частности за «приписывание» Я. Б. Зельдовичу приоритета решения некоторых задач, а также за «неоправданные ссылки» на «не обладающую достаточным научным уровнем» книгу Г. И. Баренблатта.
В 10-м параграфе 5-го тома приведено доказательство того, что термодинамическая температура {\displaystyle T} может быть только положительной и что при {\displaystyle T<0} было бы вообще невозможно существование равновесных тел. По мнению И. П. Базарова, это доказательство основывается на положении о том, что в состоянии равновесия энтропия замкнутого тела максимальна, однако это положение следует из второго начала термодинамики при предположении, что {\displaystyle T>0}, таким образом, в книге доказано тривиальное утверждение.

## Издания курса на русском языке

### Издания 1-го тома
- Ландау Л. Д., Пятигорский Л. М. Механика. — М.—Л.: ГИТТЛ, 1940. — 200 с. — («Теоретическая физика», том I).
- Ландау Л. Д., Лифшиц Е. М. Механика. — М.: Физматгиз, 1958. — 208 с. — («Теоретическая физика», том I).
- Ландау Л. Д., Лифшиц Е. М. Механика. — Издание 2-е, исправленное. — М.: Наука, 1965. — 204 с. — («Теоретическая физика», том I).
- Ландау Л. Д., Лифшиц Е. М. Механика. — Издание 3-е, исправленное и дополненное. — М.: Наука, 1973. — 208 с. — («Теоретическая физика», том I).
- Ландау Л. Д., Лифшиц Е. М. Механика. — Издание 4-е, исправленное. — М.: Наука, 1988. — 215 с. — («Теоретическая физика», том I). — ISBN 5-02-013850-9.
- Ландау Л. Д., Лифшиц Е. М. Механика. — Издание 5-е, стереотипное. — М.: Физматлит, 2001. — 222 с. — («Теоретическая физика», том I). — ISBN 5-9221-0055-6.
- Ландау Л. Д., Лифшиц Е. М. Механика. — Издание 5-е, стереотипное. — М.: Физматлит, 2004. — 224 с. — («Теоретическая физика», том I). — ISBN 5-9221-0055-6.
- Ландау Л. Д., Лифшиц Е. М. Механика / Под ред. Л. П. Питаевского. — 4-е изд. — М.: ФИЗМАТЛИТ, 2007. — 224 с. — 2 000 экз. — ISBN 978-5-9221-0819-5
- Ландау Л. Д., Лифшиц Е. М. Механика. — 5-е изд., стереотип. — М.: ФИЗМАТЛИТ, 2012. — 224 с. — 500 экз. — ISBN 978-5-9221-0819-5

### Издания 2-го тома
- Ландау Л. Д., Лифшиц Е. М. Теория поля. — М.—Л.: ГИТТЛ, 1941. — 284 с. — («Теоретическая физика», том IV).
- Ландау Л. Д., Лифшиц Е. М. Теория поля. — Издание 2-е, переработанное. — М.: Гостехиздат, 1948. — 364 с. — («Теоретическая физика», том II).
- Ландау Л. Д., Лифшиц Е. М. Теория поля. — Издание 3-е, переработанное. — М.: Физматгиз, 1960. — 512 с. — («Теоретическая физика», том II).
- Ландау Л. Д., Лифшиц Е. М. Теория поля. — Издание 4-е, исправленное и дополненное. — М.: Физматгиз, 1962. — 424 с. — («Теоретическая физика», том II).
- Ландау Л. Д., Лифшиц Е. М. Теория поля. — Издание 5-е, исправленное и дополненное. — М.: Наука, 1967. — 460 с. — («Теоретическая физика», том II).
- Ландау Л. Д., Лифшиц Е. М. Теория поля. — Издание 6-е, исправленное и дополненное. — М.: Наука, 1973. — 504 с. — («Теоретическая физика», том II).
- Ландау Л. Д., Лифшиц Е. М. Теория поля. — Издание 7-е, исправленное. — М.: Наука, 1988. — 512 с. — («Теоретическая физика», том II). — ISBN 5-02-014420-7.
- Ландау Л. Д., Лифшиц Е. М. Теория поля. — Издание 8-е, стереотипное. — М.: Физматлит, 2001. — 534 с. — («Теоретическая физика», том II). — ISBN 5-9221-0056-4.
- Ландау Л. Д., Лифшиц Е. М. Теория поля. — Издание 8-е, стереотипное. — М.: Физматлит, 2003. — 534 с. — («Теоретическая физика», том II). — ISBN 5-9221-0056-4.
- Ландау Л. Д., Лифшиц Е. М. Теория поля. — Издание 8-е, стереотипное. — М.: Физматлит, 2006. — 534 с. — («Теоретическая физика», том II). — ISBN 5-9221-0056-4.
- Ландау Л. Д., Лифшиц Е. М. Теория поля. — Издание 8-е, стереотипное. — М.: Физматлит, 2012. — 536 с. — («Теоретическая физика», том II). — ISBN 5-9221-0056-4.
- Ландау Л. Д., Лифшиц Е. М. Теория поля. — М., 2016. — («Теоретическая физика», том II).

### Издания 3-го тома
- Ландау Л. Д., Лифшиц Е. М. Квантовая механика (нерелятивистская теория). — Издание 1-е. — Л.: Государственное издательство РСФСР, 1948. — 567 с. — («Теоретическая физика», том III). — 15 000 экз.
- Ландау Л. Д., Лифшиц Е. М. Квантовая механика (нерелятивистская теория). — Издание 2-е, переработанное и дополненное. — М.: Наука, 1963. — 704 с. — («Теоретическая физика», том III).
- Ландау Л. Д., Лифшиц Е. М. Квантовая механика (нерелятивистская теория). — Издание 3-е, переработанное и дополненное. — М.: Наука, 1974. — 752 с. — («Теоретическая физика», том III).
- Теоретическая физика : [Пер. с рус.] / Л. Ландау, Е. Лифшиц. -  Т. 3. Квантовая механика. Ч. 1 Нерелятивистская теория / Пер. Х. Н. Т. Рабело. - М.: Мир, 1985. — 293 с.
- Теоретическая физика / Л. Ландау, Е. Лифшиц. — Т. 3. Квантовая механика. Ч. 2. Нерелятивистская теория / Пер. с рус. Ж. Н. Т. Рабело. — М.: Мир. — 1985. — 477 с
- Ландау Л. Д., Лифшиц Е. М. Квантовая механика (нерелятивистская теория). — Издание 4-е. — М.: Наука, 1989. — 768 с. — («Теоретическая физика», том III). — ISBN 5-02-014421-5.
- Ландау Л. Д., Лифшиц Е. М. Квантовая механика (нерелятивистская теория). — Издание 5-е. — М.: Физматлит, 2001. — 808 с. — («Теоретическая физика», том III). — ISBN 5-9221-0057-2.
- Ландау, Л. Д., Лифшиц, Е. М. Квантовая механика (нерелятивистская теория). — Издание 5-е. — М.: Физматлит, 2002. — 808 с. — («Теоретическая физика», том III). — 2000 экз. — ISBN 5-9221-0057-2.
- Ландау Л. Д., Лифшиц Е. М. Квантовая механика (нерелятивистская теория). — Издание 6-е, исправленное. — М.: Физматлит, 2004. — 800 с. — («Теоретическая физика», том III). — ISBN 5-9221-0530-2.
- Л. Д. Ландау, Е. М. Лифшиц. 2008. 800 с., 3 000 экз., ISBN 978-5-9221-0530-9

### Издания 4-го тома
- Берестецкий В. Б., Лифшиц Е. М., Питаевский Л. П. Теоретическая физика. — М.: Наука, 1968. — Т. IV. Релятивистская квантовая теория. Часть 1. — 480 с.
- Лифшиц Е. М., Питаевский Л. П. Теоретическая физика. — М.: Наука, 1971. — Т. IV. Релятивистская квантовая теория. Часть 2. — 287 с.

- Берестецкий В. Б., Лифшиц Е. М., Питаевский Л. П. Теоретическая физика. — Издание 2-е. — М.: Наука, 1974. — Т. IV. Квантовая электродинамика. — 704 с.

- Л. Д. Ландау, Е. М. Лифшиц. 1980. 704 с., 20 000 экз.
- Берестецкий В. Б., Лифшиц Е. М., Питаевский Л. П. Теоретическая физика. — Издание 3-е, исправленное. — М.: Наука, 1989. — Т. IV. Квантовая электродинамика. — 720 с. — ISBN 5-02-014422-3.

- Берестецкий В. Б., Лифшиц Е. М., Питаевский Л. П. Теоретическая физика. — Издание 4-е, исправленное. — М.: Физматлит, 2002. — Т. IV. Квантовая электродинамика. — 720 с. — ISBN 5-9221-0058-0.

### Издания 5-го тома
- Ландау Л. Д., Лифшиц Е. М. Статистическая физика. — М.—Л.: ОНТИ НКТП СССР, 1938. — 228 с. — («Теоретическая физика», том II).
- Ландау Л. Д., Лифшиц Е. М. Статистическая физика. — Издание 2-е, переработанное. — М.—Л.: ГИТТЛ, 1940. — 224 с. — («Теоретическая физика», том II).
- Ландау Л. Д., Лифшиц Е. М. Статистическая физика. — М.—Л.: ГИТТЛ, 1951. — 479 с. — («Теоретическая физика», том IV). — 10 000 экз.
- Ландау Л. Д., Лифшиц Е. М. Статистическая физика. Часть 1. — Издание 2-е, перераб. — М.: Наука, 1964. — 568 с. — («Теоретическая физика», том V).
- Ландау Л. Д., Лифшиц Е. М. Статистическая физика. Часть 1. — Издание 3-е, доп. — М.: Наука, 1976. — 584 с. — («Теоретическая физика», том V). — 45 000 экз.
- Ландау Л. Д., Лифшиц Е. М. Статистическая физика. Часть 1. — Издание 4-е. — М.: Наука, 1995. — («Теоретическая физика», том V).
- Ландау Л. Д., Лифшиц Е. М. Статистическая физика. Часть 1. — Издание 5-е. — М.: Физматлит, 2001. — 616 с. — («Теоретическая физика», том V). — 300 экз. — ISBN 5-9221-0054-8.
- Ландау Л. Д., Лифшиц Е. М. Статистическая физика. Часть 1. — Издание 5-е. — М.: Физматлит, 2002. — 616 с. — («Теоретическая физика», том V). — ISBN 5-9221-0054-8.
- Ландау Л. Д., Лифшиц Е. М. Статистическая физика. Часть 1. — Издание 5-е. — М.: Физматлит, 2003. — 616 с. — («Теоретическая физика», том V). — ISBN 5-9221-0054-8.
- Ландау Л. Д., Лифшиц Е. М. Статистическая физика. Часть 1. — Издание 5-е. — М.: Физматлит, 2005. — 616 с. — («Теоретическая физика», том V). — ISBN 5-9221-0054-8.
- Ландау Л. Д., Лифшиц Е. М. Статистическая физика. Часть 1: Учебное пособие для вузов. — М.: Физматлит, 2010. — 616 с. — 1 000 экз. — ISBN 5-9221-0054-8

### Издания 6-го тома
- Ландау Л. Д., Лифшиц Е. М. Механика сплошных сред. Гидродинамика и теория упругости. — М.: ОГИЗ. ГИТТЛ, 1944. — 624 с. — (Теоретическая физика, т.III).
- Ландау Л. Д., Лифшиц Е. М. Механика сплошных сред. Гидродинамика и теория упругости. — М.: Гостехтеоретиздат, 1953. — 788 с. — (Теоретическая физика, т. VI).
- Ландау Л. Д., Лифшиц Е. М. Гидродинамика. — Издание 3-е, переработанное. — М.: Наука, 1986. — 736 с. — (Теоретическая физика, т. VI).
- Ландау Л. Д., Лифшиц Е. М. Гидродинамика. — Издание 4-е, стереотипное. — М.: Наука, 1988. — 736 с. — (Теоретическая физика, т. VI).
- Ландау Л. Д., Лифшиц Е. М. Гидродинамика. — Издание 5-е. — 2001. — Т. VI. Гидродинамика. — 736 с. — (Теоретическая физика, т. VI). — ISBN 5-9221-0121-8.
- Ландау Л. Д., Лифшиц Е. М. Гидродинамика. — Издание 5-е. — 2003. — 736 с. — (Теоретическая физика, т. VI).
- Ландау Л. Д., Лифшиц Е. М. Гидродинамика. — Издание 5-е. — 2006. — 736 с. — (Теоретическая физика, т. VI).
- Ландау Л. Д., Лифшиц Е. М. Гидродинамика. — Издание 6-е. — М.: Физматлит, 2015. — 728 с. — (Теоретическая физика, т. VI). — ISBN 978-5-9221-1625-1.

### Издания 7-го тома
Два первых издания в 1944 г. и 1953 г. выходили в составе тома «Механика сплошных сред», объединявшего будущие «Гидродинамику» и «Теорию упругости». См. выше, в изданиях 6-го тома.
- Ландау Л. Д., Лифшиц Е. М. Теория упругости. — Издание 3-е, испр. и доп.. — М.: Наука, 1965. — 203 с. — (Теоретическая физика, т. VII). — 62 000 экз.

- Ландау Л. Д., Лифшиц Е. М. Теория упругости. — Издание 4-е. — М.: Наука, 1987. — 248 с. — (Теоретическая физика, т. VII).
- Ландау Л. Д., Лифшиц Е. М. Теория упругости. — Издание 5-е, стереотипное. — М.: Физматлит, 2001. — 259 с. — (Теоретическая физика, т. VII). — ISBN 5-9221-0122-6.
- Ландау Л. Д., Лифшиц Е. М. Теория упругости. — Издание 5-е, стереотипное. — М.: Физматлит, 2003. — 259 с. — (Теоретическая физика, т. VII). — ISBN 5-9221-0122-6.
- Ландау Л. Д., Лифшиц Е. М. Теория упругости. — Издание 5-е, стереотипное. — М.: Физматлит, 2007. — 259 с. — (Теоретическая физика, т. VII). — ISBN 5-9221-0122-6.

### Издания 8-го тома
- Ландау Л. Д., Лифшиц Е. М. Электродинамика сплошных сред. — М. : Гостехиздат, 1957. — 532 с. — (Теоретическая физика).
- Ландау Л. Д., Лифшиц Е. М. Электродинамика сплошных сред. — М.: ГИФМЛ, 1959. — 532 с. — («Теоретическая физика», том VIII).
- Ландау Л. Д., Лифшиц Е. М. Электродинамика сплошных сред. — М.: Наука, 1982. — 624 с. — («Теоретическая физика», том VIII).
- Ландау Л. Д., Лифшиц Е. М. Электродинамика сплошных сред. — Издание 3-е. — М., 1992. — («Теоретическая физика», том VIII).
- Ландау Л. Д., Лифшиц Е. М. Электродинамика сплошных сред. — Издание 4-е, стереотипное. — М.: Физматлит, 2005. — 656 с. — («Теоретическая физика», том VIII). — ISBN 5-9221-0123-4.

### Издания 9-го тома
- Лифшиц Е. М., Питаевский Л. П. Статистическая физика. Часть 2. Теория конденсированного состояния. — М.: Наука, 1951. — 480 с. — («Теоретическая физика», том IX).
- Лифшиц Е. М., Питаевский Л. П. Статистическая физика. Часть 2. Теория конденсированного состояния. — М.: Наука, 1978. — 448 с. — («Теоретическая физика», том IX). — 40 000 экз.
- Лифшиц Е. М., Питаевский Л. П. Статистическая физика. Часть 2. Теория конденсированного состояния. — М.: Физматлит, 2004. — 496 с. — («Теоретическая физика», том IX).

### Издания 10-го тома
- Лифшиц Е. М., Питаевский Л. П. Физическая кинетика. — М.: Наука, 1979. — 528 с. — («Теоретическая физика», том X). — 50 000 экз.
- Лифшиц Е. М., Питаевский Л. П. Физическая кинетика. — изд. 2. — М.: Физматлит, 2001. — 536 с. — («Теоретическая физика», том X). — 2000 экз. — ISBN 5-9221-0125-0.
- Лифшиц Е. М., Питаевский Л. П. Физическая кинетика. — изд. 2. — М.: Физматлит, 2002. — 536 с. — («Теоретическая физика», том X). — 3000 экз. — ISBN 5-9221-0125-0.
- Лифшиц Е. М., Питаевский Л. П. Физическая кинетика. — изд. 2. — М.: Физматлит, 2003. — 536 с. — («Теоретическая физика», том X). — 2000 экз. — ISBN 5-9221-0125-0.
- Лифшиц Е. М., Питаевский Л. П. Физическая кинетика. — изд. 2. — М.: Физматлит, 2007. — 536 с. — («Теоретическая физика», том X). — 3000 экз. — ISBN 978-5-9221-0125-7.

### В двух томах. Том 1
- Ландау Л. Д., Лифшиц Е. М. Краткий курс теоретической физики. В двух томах. — М.: Наука, 1969. — Т. I. Механика. Электродинамика. — 272 с.

### В двух томах. Том 2
- Ландау Л. Д., Лифшиц Е. М. Краткий курс теоретической физики. В двух томах. — М.: Наука, 1972. — Т. II. Квантовая механика. — 368 с.